# 小钦岛乡
小钦岛乡是中国山东省烟台市长岛县下辖的一个乡，位于长岛县城以北40公里。辖境陆地总面积1.14平方公里，海岸线长6.44公里。该乡总人口942人（2006年底），其中非农业人口23人。

## 历史沿革
唐代称歆岛，宋时，称作钦岛。清代，始称小钦岛。1985年，由钦岛乡析置。

## 行政区划
小钦岛乡下辖小钦岛村。